# چیو آیهوا
چیو آیهوا (انگلیسی: Qiu Aihua؛ زادهٔ ۲۸ ژانویهٔ ۱۹۷۷) بازیکن والیبال زن اهل چین بود. وی در بازی‌های المپیک تابستانی ۲۰۰۰ شرکت کرده‌است.